# Hôtel de la Motte-Sanguin
L’hôtel de la Motte-Sanguin ou château de la Motte-Sanguin est un hôtel particulier du XVIIIe siècle situé à Orléans, dans le département du Loiret en région Centre-Val de Loire.
Classé monument historique en 1928, il est depuis 2012 la propriété du groupe orléanais Villemain spécialisé dans la rénovation du patrimoine.

## Géographie

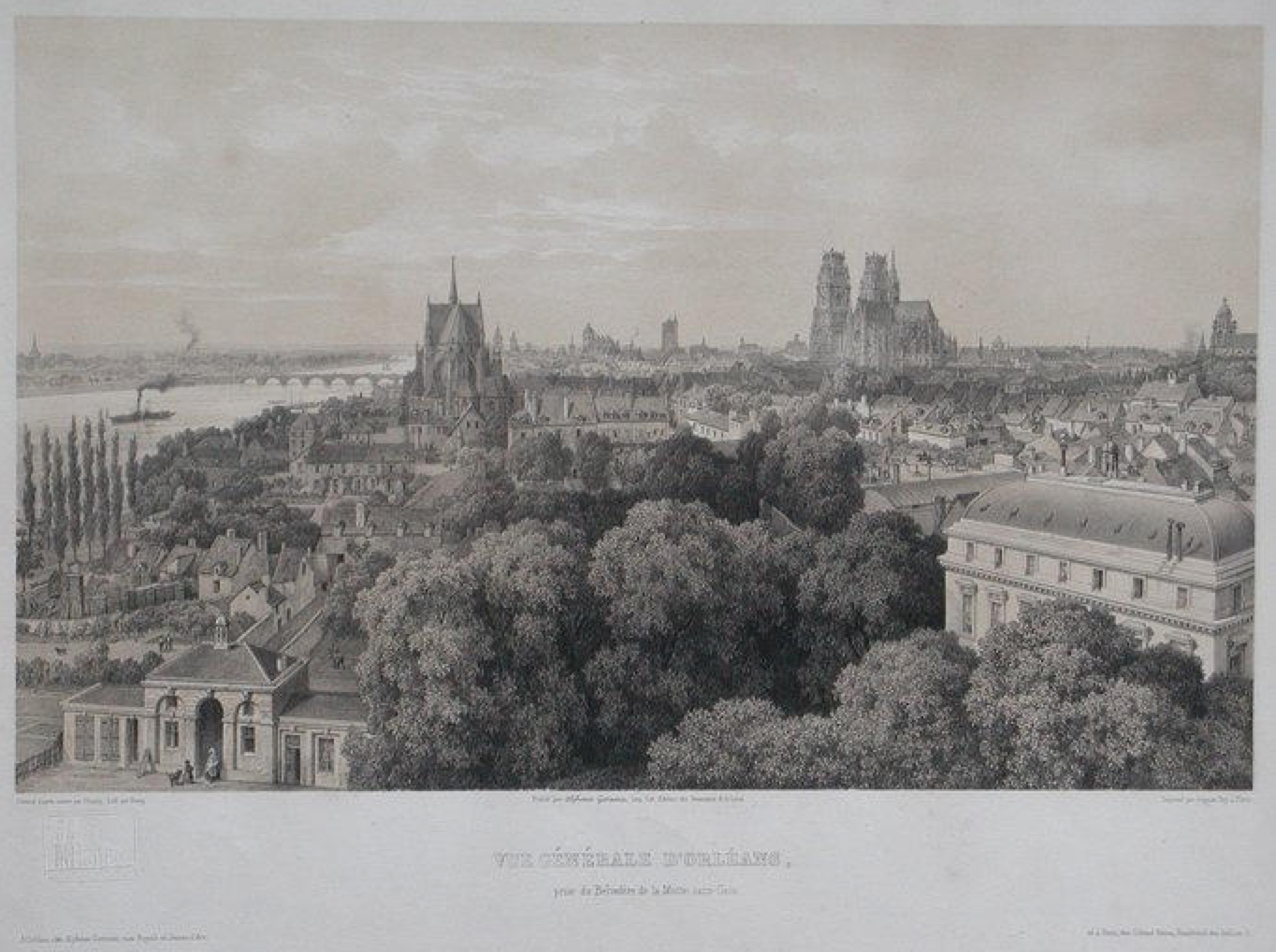
Vue générale d'Orléans. Prise du belvédère de la Motte-sans-Gain. L'hôtel se trouve sur la droite de la gravure.

L'hôtel est situé dans le centre-ville d'Orléans, sur la rive droite de la Loire, à proximité du pont René-Thinat, dans un parc situé entre la rue de Solférino, le boulevard de la Motte-Sanguin et le quai du Fort-Alleaume (route départementale 2152).
Le bâtiment est situé dans un domaine d'environ 13 000 m2 qui comprend également deux immeubles d'habitations (123 logements) et un immeuble de bureaux datant de 1876 (ancienne école d'artillerie). Les bâtiments hébergeant la filature de coton construite à la fin du XVIIIe siècle sur le site ont été détruits.

## Toponymie
Dans son étude sur le lieu parue en 1943, L. Johanet décrit à l'origine un site orthographié sur plusieurs cartes anciennes La Motte Sans Gain. L'auteur cite une résolution du conseil municipal d'Orléans datée du 31 août 1852 à l'origine du changement de nom : « Le boulevart (sic) de la Motte sans gain conserve cette dénomination, mais avec l'orthographe du nom du patronage qu'il rappelle Antoine Sanguin, évêque d'Orléans de 1539 à 1555, puis cardinal ».

## Histoire

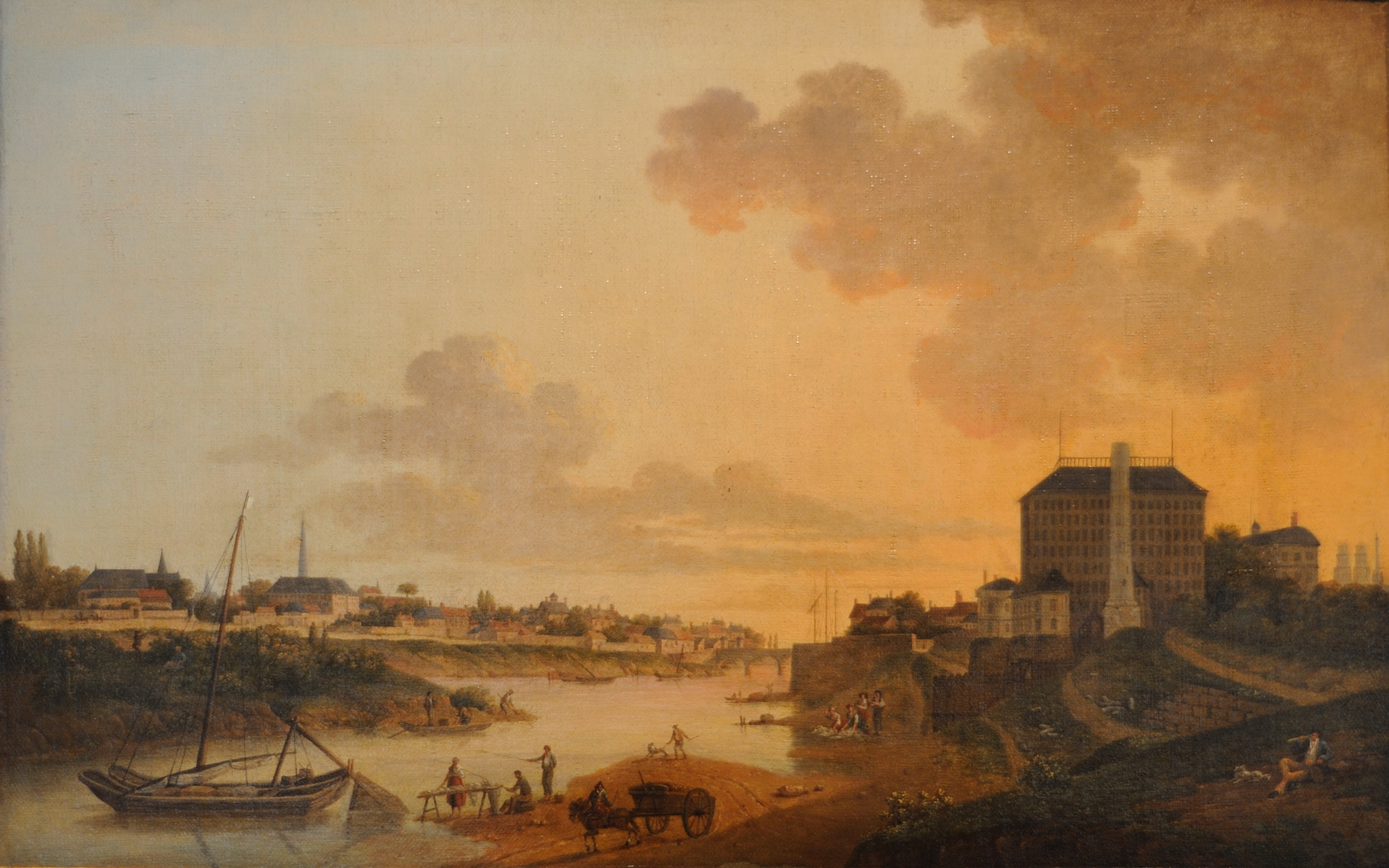
Vue de la filature de coton de la Motte-Sanguin en 1815 sur une peinture de Gabriel Jean Louis Rabigot. L'hôtel de la Motte-Sanguin apparait à droite de la filature.

### Fortifications
L'hôtel est bâti au cours de la Révolution française, sur un site préalablement occupé par des fortifications construites entre 1466 et 1480 et modifiées au XVIe siècle pour accueillir des pièces d'artillerie. L'élargissement du fossé auquel on procède alors dégage de la terre qui sert de remblai où les canons sont disposés pour surplomber les remparts, d'où le nom de « motte » que prend l'endroit. Devenus inutiles, les fortifications sont détruites au XVIIIe siècle. 

### Filature de coton avec mécanique à vapeur
Philippe d'Orléans et ses associés font construire à la place une manufacture de coton dans le cadre de leur participation dans la Société de la filature d'Orléans. « En 1787, avec le marquis du Crest, le marquis d'Arsy et l'anglais Foxlow, l’un des premiers à introduire en France la mule-jennys, le duc d'Orléans fait construire, par l'architecte Benoît Lebrun, une filature de coton sur le terrain de la Motte Sanguin à l’est d’Orléans. Le bâtiment principal, un rez-de-chaussée surmonté de six étages, percé de 365 fenêtres, accueille 7 200 broches et emploie jusqu’à 800 ouvriers. L’année suivante, l’entreprise est organisée sous forme de société en commandite au capital de 700 000 livres répartis en 140 sols ou actions. Le duc d’Orléans en possède 60 puis 74 et fournit en fait tous les fonds.La filature est équipée d’une pompe à feu ou machine à vapeur Périer qui permet de filer deux fois plus vite et travailler 21 heures au lieu de 12 en formant deux équipes. En 1790, employant 400 ouvriers, la manufacture produit 36 000 livres, poids de filés. »
Thomas Foxlow était antérieurement fabricant de cotonnades à Manchester ; il est venu en France en 1785 comme gendre de (James) Jean Milne, membre d'un famille d'industriels de machines textiles de  Manchester et réfugiés jacobites dans le quartier de la Muette à Passy. Foxlow est aussi associé à John Walsh et Thomas Thompson, établis comme fabricants de cardes à Orléans à partir de 1802.
L'hôtel de la Motte-Sanguin, élevé entre 1788 et 1792, devient le logement de son directeur, l'industriel anglais Thomas Foxlow. La Convention nationale vend le domaine, dont l'hôtel, à Thomas Foxlow, à la suite de la mort de Philippe d'Orléans, guillotiné le 6 novembre 1793 et principal actionnaire de la manufacture.
En 1806, à la suite d'un procès entre Foxlow et son associé-commanditaire, l'industriel américain James-William Thäyer, Foxlow se retrouve en difficulté financière. À la suite d'une période troublée sur le site, la famille Thäyer rachète l'hôtel à Foxlow le 2 juin 1808.

### Hospices d'Orléans
À l'occasion d'une visite à Orléans, l'empereur Napoléon III rachète l'hôtel aux descendants de la famille Thäyer le 8 janvier 1869 afin d'en faire don aux hospices d'Orléans.
Le 12 janvier 1875, les hospices sont expropriés, le ministère de la Guerre acquiert l'hôtel afin d'y loger des généraux de l'artillerie.

### Domaine de la Motte-Sanguin

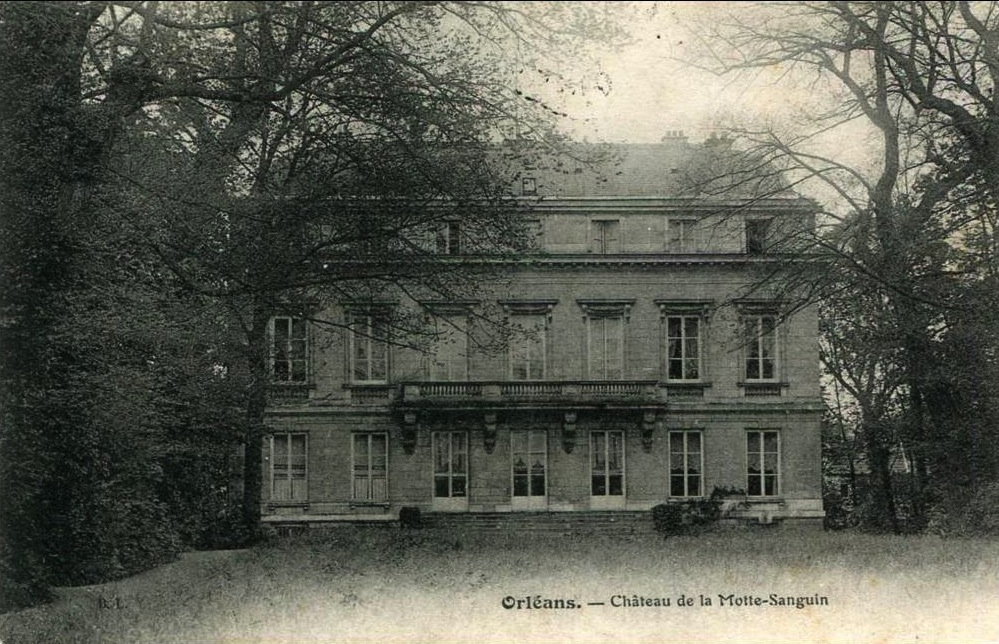
L'hôtel sur une carte postale datant de 1910.

Le 25 août 1899, le ministère de la Guerre cède le domaine et son hôtel au département du Loiret.
L'hôtel revient au domaine privé le 29 septembre 1900 après son acquisition par la famille Desplanches, puis le 29 novembre 1921 par la famille Alicot.
L'hôtel est classé Monuments historiques le 21 janvier 1928.
Confronté au coût d'entretien important du domaine, la famille possédant l'hôtel le vend à la ville d'Orléans en 1976. La municipalité le revend en 2011 à la société immobilière Xaintrailles, qui le revend à son tour au groupe Villemain en 2012.
Depuis 2014, les sept appartements aménagés dans le château sont loués par l'association Studium afin d'héberger des chercheurs en visite à l'Université d'Orléans.

## Architecture

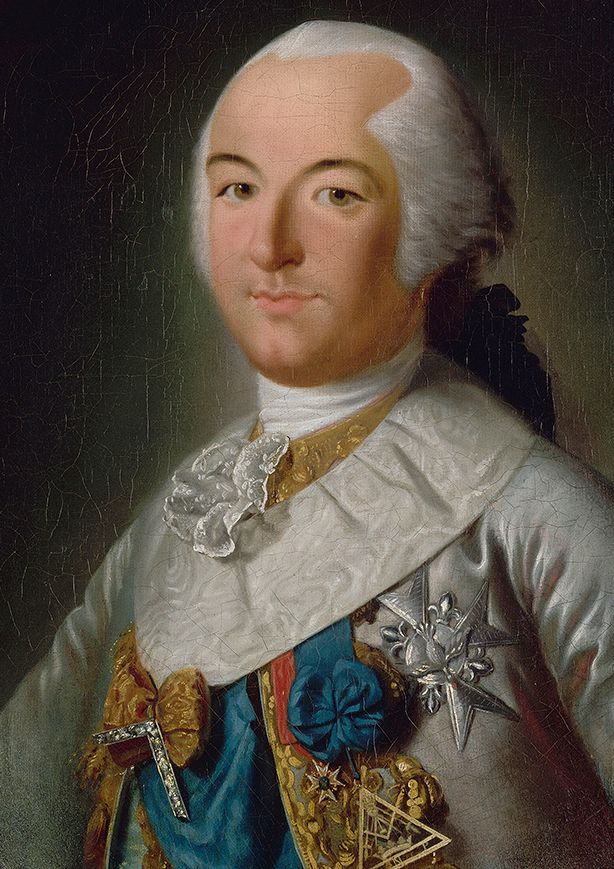
Philippe d'Orléans.

L'hôtel est construit selon les plans de Victor Louis,, architecte du duc Philippe d'Orléans à qui on doit notamment de nombreux aménagement au Palais-Royal, dans le premier arrondissement de Paris, ou peut-être ceux de Benoît Lebrun, constructeur de la manufacture,. Sa toiture bombée est particulièrement digne d'intérêt car elle est supportée par une charpente à la Philibert de l'Orme utilisant du petit bois. Cette technique, remise au goût du jour lors de la construction de la coupole de la halle aux blés de Paris, s'est ensuite retrouvée dans les immeubles de la rue de Rivoli dans le premier arrondissement de la capitale.

## Personnalités liées à l'hôtel

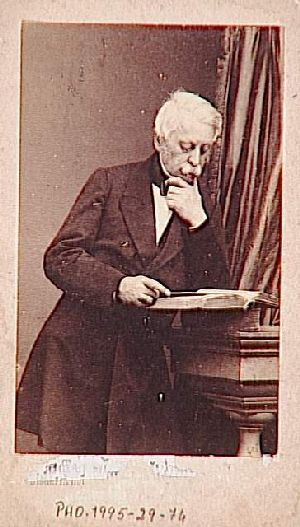
Amédée Thayer.

- Philippe d'Orléans (1747-1793), duc d'Orléans, appelé Philippe-Égalité pendant la Révolution, est à l'origine de la construction de l'hôtel dans le cadre de la création de la manufacture de coton[16] ;
- Amédée Thayer (1799-1868), homme politique français d'origine américaine, sénateur du Second Empire, a été propriétaire de l'hôtel[17] ;
- Edouard-James Thayer (1802-1859), frère d'Amédée Thayer, homme politique français d'origine américaine, sénateur du Second Empire, a été propriétaire de l'hôtel[17].